# Орнаго
Орнаго, Орнаґо (італ. Ornago) — муніципалітет в Італії, у регіоні Ломбардія, провінція Монца і Бріанца.
Орнаго розташоване на відстані близько 480 км на північний захід від Рима, 24 км на північний схід від Мілана, 12 км на схід від Монци.
Населення — 4921 особа (2014).
Щорічний фестиваль відбувається 5 лютого. Покровитель — Sant'Agata.

## Демографія
Населення за роками:

Станом на 1 січня 2023 року в муніципалітеті офіційно проживали 293 іноземці з 37 країн, серед них 84 громадяни країн Євросоюзу та 5 громадян України.

## Сусідні муніципалітети
- Базіано
- Беллуско
- Бураго-ді-Мольгора
- Кавенаго-ді-Бріанца
- Рончелло
- Вімеркате